# Antonio de Caturcio
Antonio de Caturcio, o Caturio o de Cataneis (... – 1431), è stato un vescovo cattolico italiano.

## Biografia
La prima notizia documentata riguardante il vescovo Antonio nella cronotassi caprulana risale al 1665, in un trattato sui personaggi illustri appartenenti all'ordine domenicano, dove si legge:
Lo stesso autore lo riporta in un trattato del 1696, mentre, nello stesso anno, un atto firmato dal vescovo Domenico Minio lo cita come il primo dei vescovi ritornati alla propria sede dopo la devastazione dell'isola di Caorle, ad opera dei genovesi e dei pirati slavi alla fine del 1300.
Dalle cronache dettagliate riportate in queste fonti, si apprende che Antonio era un frate dell'ordine dei predicatori, baccelliere in teologia. L'attribuzione de Caturci con cui è solitamente indicato nelle cronache potrebbe significare la sua provenienza dal convento domenicano di Cahors in Francia, città che aveva dato i natali a Giovanni XXII, pontefice proprio in quell'epoca. Fu nominato vescovo di Caorle da Giovanni XXIII, oggi considerato antipapa. In effetti era quello il periodo in cui tre papi sedevano sulla cattedra di Pietro, e Baldassarre Cossa era il pontefice a cui rispondeva l'obbedienza pisana. Non deve stupire che le nomine dei vescovi in quel periodo fossero considerate del tutto regolari; infatti, il vescovo Antonio, così come molti dei suoi contemporanei, rimasero insediati nelle loro diocesi anche dopo la rinuncia di Giovanni XXIII, avvenuta in seguito al Concilio di Costanza, a cui, si apprende, il vescovo Antonio partecipò.
Come ricorda il vescovo Minio, viene ricordato per l'istituzione della Confraternita dell'Assunta a Caorle, e godette della fama di buon pastore. Sebbene venga indicato nella stessa relazione come il primo vescovo di Caorle dopo la distruzione operata dai genovesi, in realtà è noto da numerose fonti che almeno un altro vescovo, Nicolò Bazia, sedeva sulla sede caprulana all'inizio del XV secolo, ma fu esautorato proprio per aver lasciato la sede vacante per molti anni. Quindi l'annotazione del vescovo Minio potrebbe riferirsi al fatto che Antonio fu il primo a risiedere a Caorle dopo la distruzione dei genovesi, se non il primo ad essere nominato. È interessante, poi, che nella relazione del vescovo Minio, unica in tutta la storiografia, il vescovo Antonio venga indicato come de Cataneis, anziché come de Caturci. In effetti, nel trattato di fra Vincenzo Maria Fontana (che, come sopra menzionato, riporta la stessa data. 1696, della relazione Minii), subito dopo il nome del de Caturci compare fra Matteo di Catania, vescovo di Patti dal 1414 al 1431, un periodo sorprendentemente sovrapponibile con quello del vescovo Antonio a Caorle. Risulta quindi probabile (anche se non provato con certezza) che il vescovo Minio possa essersi confuso nell'assegnare la provenienza del vescovo Antonio proprio per questo motivo.
Secondo le fonti, il governo pastorale di Antonio de Caturcio durò 19 anni, e la morte lo colse nel 1431.